# Restio pumilus
Restio pumilus är en gräsväxtart som beskrevs av Esterh. Restio pumilus ingår i släktet Restio och familjen Restionaceae. Inga underarter finns listade i Catalogue of Life.